# Station Zagościniec
Station Zagościniec  is een spoorwegstation in de Poolse plaats Zagościniec.